# Elphas Ginindza
	Elphas Sabelo Ginindza (* 23. August 1967) ist ein ehemaliger eswatinischer Marathonläufer.
Er trat bei den Olympischen Sommerspielen 1992 in Barcelona an. Im Marathon lief er auf Platz 78. Bei der Eröffnungsfeier der Spiele fungierte er als Fahnenträger seines Landes.